# 張讀 (唐朝)
张读（833年—889年7月21日），字圣朋，深州陸澤人，唐朝政治人物。

## 生平
集賢校理张希复子，大中六年（852年）登进士。约大中十年（860年）被宣歙观察使郑薰选入幕府为从事。大中十二年（862年）郑薰被下属驱逐，张读也因而失去职位，贬邓州司户，不久任同州朝邑县尉，入同州刺史杨汉公幕府，得其推荐为试大理评事。东川节度使薛耽召张读入幕府，张读因丁母忧没有上任。服丧期满后，被凤翔节度使杜悰奏充凤翔支使、歷监察御史里行、殿中、内供奉、礼部员外郎等官，赐绯色官服。后被征拜右补阙，迁起居郎，后又获赐三品官服，改尚书司封员外郎，换兵部员外郎，出为河南县令。
李蔚拜相，迁张读为驾部郎中、知制诰。又迁中书舍人、弘文馆学士，判弘文馆事。乾符五年（878年）十二月，权知礼部科举，当时人称赞他人才选拔得当。遷礼部侍郎。當時有太學生四百人舉旌旗聚集於宮闕下，希望朝廷能讓張讀任禮部尚書，張讀推辭不受，改户部侍郎。隔年，迁吏部侍郎。
中和元年十二月初五日（881年1月8日）唐僖宗因黄巢之乱，出奔成都，张读未能随驾，只得徒步赶到行在，後再任吏部侍郎，因选拔人才得当，唐僖宗下诏准许他在任两年，并将他的事迹张榜于曹门。中和三年（883年）九月，成都青羊宫出现古篆书谶语“太上平中和灾”，张读与韦昭度、萧遘、郑畋、王龜年等官一齐上表恭贺。次年，唐僖宗回京之际，命张读兼任礼仪使，恢复朝廷秩序。
次年末，唐僖宗駐蹕鳳翔，改任尚书左丞。又改工部尚書，充兩川慰諭使。宦官田令孜挟持唐僖宗巡幸梁州、洋州，遭众人指责，遂任命自己为西川监军，投靠其兄西川节度使陈敬瑄。陈敬瑄、田令孜攻打东川节度使顾彦朗，蜀道因此不通，张读奉命劝解无果，被朝廷以无功之罪，改任睦王王傅，廷议多以为屈。光启四年（888年）唐僖宗再回京后，又拜礼部尚书，还未到任，又復拜为尚书左丞。龍紀元年六月二十日（889年7月21日）遘疾，卒于万年县开化里私宅。唐昭宗辍朝一日，赠兵部尚书。归葬万年县洪原乡曹村祖坟。

## 作品
著有《建中西狩录》十卷、《宣室志》十卷、《神州总载》十五卷、制诰诗赋杂著五十卷，其中《宣室志》为其十九岁时所作。另有其为岳母郑霞士所作墓志《唐故尚書屯田員外郎歸州刺史韋公夫人滎陽鄭氏墓誌銘并序》，为其除《宣室志》外唯一的存世文章。

## 家庭
张读娶归州刺史韦端符次女，不到一年，韦氏早亡。又娶韦端符三女，两年后也早亡，所生子也早夭。张读担心无后，多纳姬妾，亦无子。遂過繼侄子张浔子张华相为嗣。